# 有元美保
有元 美保（ありもと みほ、1967年1月2日 - ）は、日本の女性漫画家、イラストレーター。広島県出身。早稲田大学卒業。主に竹書房の漫画雑誌にて執筆活動をしている。

## 来歴
1989年、大学卒業後竹書房に入社し編集者として3年間勤務していた。1992年、同社の麻雀漫画誌である『近代麻雀ゴールド』より漫画家としてデビュー。
1995年、同社の別冊近代麻雀にて連載されていた『雀荘に行こう』が本人にとって初めて単行本化され、同年バンダイヴィジュアルよりシネマ化もされた。
2002年、同社の4コマ漫画誌『まんがライフ』4月号にて『もてもてねーちゃん』がゲスト掲載され、翌2003年3月号より連載が開始。約5年間にわたり連載され単行本も3巻まで発行された。

## 作品

### 単行本リスト
- 雀荘へ行こう（竹書房）全1巻 ISBN 9784884757892（1995年3月）
- もてもてねーちゃん（竹書房）全3巻

1. ISBN 9784812462065（2005年7月）
2. ISBN 9784812465318（2006年11月）
3. ISBN 9784812468012（2008年3月）

### 単行本未収録リスト
- ダメボク（近代麻雀ゴールド 1998 - 2000 竹書房）全24回
- 雀荘で遭った愉快な人々（近代麻雀、竹書房）